# Jeune sapeur-pompier en Belgique
Les écoles de jeunes sapeurs pompiers belges ou cadets-pompiers (en néerlandais: jeugdbrandweer, en allemand: jugendfeuerwehr) sont des écoles de formation en rapport avec le métier de pompier en Belgique. Elles dispensent des cours relatifs aux matières de type « pompier » (lutte contre l'incendie, sauvetages, accidents etc.) et également d'aide médicale urgente. Elles sont reconnues dans la réforme de la sécurité civile belge de 2014. 
Elles peuvent être apparentées à un mouvement de jeunesse.

## Histoire
Depuis les années 1980 sont apparues en Belgique des écoles de Jeunes Sapeurs-Pompiers (JSP) aussi appelés cadets-pompiers. Cela a commencé principalement en Flandre puis certaines casernes wallonnes ont également emboitées le pas comme Waremme, Dinant, Enghien ou Aubange dans les années 1990. Aujourd'hui ces écoles sont de plus en plus nombreuses, cependant il n'existe toujours pas de reconnaissance officielle de ces écoles en Belgique ni de diplôme reconnu. Les cadets doivent quand même présenter l'École du Feu et la formation d'ambulancier afin d'être intégré dans un service d'incendie, que ce soit en tant que pompier volontaire ou en tant que pompier professionnel. Néanmoins, la formation de J.S.P. offre un gros avantage de connaissance et de prérequis pour les apprentis pompiers.
La réforme de la sécurité civile belge de 2014 prévoit d'intégrer les écoles des cadets au système de formation afin que les cadets puissent avoir, dans certaines matières, des dispenses pour certains cours menant au diplôme de sapeur-pompier. Les écoles devraient également être reconnues et formalisées au niveau national et enfin, les cours se voir harmoniser.

## La formation
La formation se déroule généralement sur le schéma d'une année scolaire. Cependant les jours de cours peuvent varier selon les services. Il s'agit généralement du mercredi après-midi ou du samedi (matin ou après-midi).

### Conditions d'accès
La plupart des écoles sont accessibles dès l'âge de 15 ans aux jeunes garçons ou filles souhaitant se familiariser avec le métier de pompier. Cependant un examen médical basique est souvent demandé ainsi qu'un examen académique variant selon les services. Les conditions d'accès devraient être harmonisées au niveau national avec la réforme de la sécurité civile belge.

### Les activités
En Belgique, les missions des sapeurs-pompiers étant d'une part les missions « pompiers classiques » et d'autre part les missions d'aide médicale urgente, les cours sont axés sur ces deux branches comportant chacune bon nombre de sujets.
On retrouve généralement le même schéma d'activité dans chaque service: des cours théoriques, des cours pratiques et du sport.

## Les différentes écoles
Il existe bon nombre d'école de cadets pompiers en Belgique donc voici une liste non exhaustive:
- Province d'Anvers:

- Province du Brabant flamand:

- Province du Brabant wallon:

- Région de Bruxelles-Capitale:

Depuis octobre 2006, la Région de Bruxelles-Capitale a créé une école de jeunes sapeurs-pompiers(JSP) au sein du S.I.A.M.U de Bruxelles, elle s'adresse, sur un cursus de 3 ans (Initiation-certificat-brevet), aux jeunes, garçons ou filles, âgés de 15 ou 16 ans. Sa particularité est que cette école, de JSP/Cadets-Pompiers, engage deux fois sur 3 ans, et la première fois eut lieu en 2006. La limite d'inscription étant fixée au 15 août de l'année d'engagement via le site internet de l'école des jeunes sapeurs-pompiers de Bruxelles.
Le but avoué est, au mieux, de préparer à l'examen de recrutement des Pompiers de Bruxelles, le jeune qui s'engage pour les 3 années de cours, et au pire, faire de ce jeune, un jeune citoyen capable de porter aide et assistance à une personne en détresse. Un examen fédéral devrait, très bientôt, sanctionner le cursus des 2 dernières années et permettre aux jeunes lauréats d'être inscrits en ordre utile dans le classement général des candidats à la fonction de sapeur-pompier. 
- Les instructeurs de l'école sont tous brevetés à l'animation de section de JSP, et sont pompiers professionnels au sein du S.I.A.M.U[4]
- Les cours sont dispensés durant l'année scolaire en dehors des vacances et jours fériés (sauf demande particulière);
- Les cours commencent de septembre à fin novembre et reprennent après les vacances de Noël, jusqu'aux vacances de Pâques et après ces dernières, jusqu'à fin mai[5].

- Province de Flandre-Occidentale:

- Province de Flandre-Orientale:

- Province de Hainaut:

- Enghien

- Province de Liège:

Depuis le début de l'année 2008, la province de Liège a vu naître une école des cadets sapeurs pompiers. Elle s'adresse aux jeunes dès 15 ans, et les emmène dans une formation de 3 ans au sein même de différentes casernes de la province. 
Les objectifs des écoles des cadets sont les suivants:
- - Promouvoir le sens civique et l'esprit de dévouement des jeunes.
  - Les initier à la fonction et au métier de sapeur-pompier.
  - Les préparer physiquement et techniquement aux épreuves de sélection.
  - Les former au notions élémentaires de premiers soins.

Cette formation résulte d'une action commune des quatre écoles de l'institut, à savoir l'école du feu, l'école de police, l'« E.P.A.M.U. » (école provinciale d'aide médicale urgente) et l'école des sciences administratives. Au terme de ces trois années, le cadet reçoit un brevet de cadet sapeur pompier. Il doit au préalable passer des épreuves de sélection. Chaque épreuve est éliminatoire. Les épreuves comportent dans l'ordre :
- - Des épreuves d'aptitude physique (2 épreuves d'endurance (test de Cooper et natation) et 5 épreuves d'explosivité)
  - Des épreuves écrites
  - Une épreuve orale

- Province de Limbourg:

- Province de Luxembourg:
  - Aubange
  - Paliseul
  - Bastogne
  - Erezée

- Province de Namur:
  - Dinant

## Les rencontres inter-cadets
Plusieurs rencontres sont effectuées entre les différentes écoles le long de l'année. Il existe aussi des rencontres régionales une fois par an désignées sous le nom de « rencontre inter cadets ».